# Morakovo
Morakovo este un sat din comuna Nikšić, Muntenegru. Conform datelor de la recensământul din 2003, localitatea are 374 de locuitori (la recensământul din 1991 erau 393 de locuitori).

## Demografie
În satul Morakovo locuiesc 285 de persoane adulte, iar vârsta medie a populației este de 37,6 de ani (36,8 la bărbați și 38,6 la femei). În localitate sunt 95 de gospodării, iar numărul mediu de membri în gospodărie este de 3,94.
Populația localității este foarte eterogenă.
|  |

| Demografie | Demografie | Demografie |
| An         | Locuitori  | Locuitori  |
| ---------- | ---------- | ---------- |
|            |            |            |
|            |            |            |
|            |            |            |
|            |            |            |
| 1948       | 422        |            |
| 1953       | 432        |            |
| 1961       | 430        |            |
| 1971       | 431        |            |
| 1981       | 428        |            |
| 1991       | 393        | 391        |
| 2003       | 392        | 374        |

| \| Componența etnică conform recensământului din 2003[2] \| Componența etnică conform recensământului din 2003[2] \| Componența etnică conform recensământului din 2003[2] \| Componența etnică conform recensământului din 2003[2] \| Componența etnică conform recensământului din 2003[2] \| \| ----------------------------------------------------- \| ----------------------------------------------------- \| ----------------------------------------------------- \| ----------------------------------------------------- \| ----------------------------------------------------- \| \| \| \| \| \| \| \| Muntenegreni \| Muntenegreni \| \| 214 \| 57,21% \| \| Sârbi \| Sârbi \| \| 123 \| 32,88% \| \| Musulmani \| Musulmani \| \| 1 \| 0,26% \| \| necunoscută \| necunoscută \| \| 0 \| 0% \| |              |  |     |        |
| Componența etnică conform recensământului din 2003 |              |  |     |        |
| |              |  |     |        |
| Muntenegreni | Muntenegreni |  | 214 | 57,21% |
| Sârbi | Sârbi        |  | 123 | 32,88% |
| Musulmani | Musulmani    |  | 1   | 0,26%  |
| necunoscută | necunoscută  |  | 0   | 0%     |